# Internazionali BNL d’Italia 2011
Die Internazionali BNL d’Italia 2011 waren ein Tennisturnier der WTA Tour 2011 für Damen und ein Tennisturnier der ATP World Tour 2011 für Herren in Rom und fanden zeitgleich vom 8. bis 15. Mai 2011 statt.
Titelverteidiger im Einzel war Rafael Nadal bei den Herren sowie María José Martínez Sánchez bei den Damen. Im Herrendoppel waren die Brüder Bob und Mike Bryan, im Damendoppel die Paarung Gisela Dulko und Flavia Pennetta die Titelverteidiger.

## Herrenturnier
→ Hauptartikel: Internazionali BNL d’Italia 2011/Herren
→ Qualifikation: Internazionali BNL d’Italia 2011/Herren/Qualifikation

## Damenturnier
→ Hauptartikel: Internazionali BNL d’Italia 2011/Damen
→ Qualifikation: Internazionali BNL d’Italia 2011/Damen/Qualifikation